# 张西河汉墓群
张西河汉墓群，是两汉时期墓群，位于山西省大同市天镇县张西河乡，是山西省天镇县文物保护单位，有很高的文物研究价值。
墓群位于张西河村西端。现存地表封土堆4冢，布局顺沟而置。总面积1500平方米，封土呈圆形。挖掘有灰陶壶、盆、钵和罐等残片。